# 刁吉罕
刁吉罕（越南语：／，？—1434年），是14世紀至15世紀時期越南萊州一帶的一位白泰土酋。
刁吉罕是寧遠州忙禮（今萊州）的泰族酋長。他同時臣屬於中國和越南。1407年，明朝入侵越南，刁吉罕率軍配合明朝的軍事行動。在藍山起義成功之後，黎利派主書侍史陳虎前往寧遠州招撫，刁吉罕隨即歸附越南後黎朝。
後來刁吉罕反叛後黎朝。1432年（順天六年），黎利派黎思齊出征忙禮。刁吉罕與其子刁孟旺投降，黎利封其為司馬，居於東京（今河內）。
戰後，寧遠州被改為復禮州。